# Ramchandrapur
Ramchandrapur é uma vila no distrito de Haora, no estado indiano de Bengala Ocidental.

## Geografia
Ramchandrapur está localizada a 22° 54′ N, 88° 29′ L. Tem uma altitude média de 8 metros (26 pés).

## Demografia
Segundo o censo de 2001, Ramchandrapur tinha uma população de 9014 habitantes. Os indivíduos do sexo masculino constituem 52% da população e os do sexo feminino 48%. Ramchandrapur tem uma taxa de literacia de 76%, superior à média nacional de 59,5%: a literacia no sexo masculino é de 80% e no sexo feminino é de 71%. Em Ramchandrapur, 11% da população está abaixo dos 6 anos de idade.